# Armi Aavikko
Armi Anja Orvokki Aavikko (Helsinki, 1º settembre 1958 – Espoo, 2 gennaio 2002) è stata una modella e cantante finlandese, vincitrice del titolo di Miss Finlandia 1977.
Dopo l'esperienza come modella, Armi Aavikko ottenne una certa notorietà anche come cantante, per via dei duetti con il cantante Danny, con il quale condusse uno show televisivo andato avanti sino al 1995.
Il loro primo singolo fu pubblicato nell'aprile 1977, ed ottenne un grande successo. Il duo, conosciuto come Danny & Armi pubblicò due album per l'etichetta Scandia Records, per poi pubblicare un altro album da solista nel 1981  intitolato Armi, ed un altro nel 1993, nuovamente come Armi & Lemmikit.
Armi Aavikko morì il 2 gennaio 2002 in seguito ad una polmonite.

## Discografia
- Danny & Armi (1978)
- Toinen LP (1979)
- Armi (1981)
- Armi ja lemmikit (1993)
- Armi Aavikko (2002)